# لنون میلر
لنون میلر (انگلیسی: Lennon Miller؛ زادهٔ ۲۵ اوت ۲۰۰۶) بازیکن فوتبال است که در حال حاضر برای باشگاه فوتبال مادرول بازی می‌کند. 
وی همچنین در تیم‌های ملی فوتبال زیر ۱۶، زیر ۱۷ و زیر ۱۹ سال اسکاتلند بازی کرده است.